# Tony Alain Hermant
Pour les articles homonymes, voir Hermant.
Tony Alain Hermant, né le 4 août 1880 à Bruges et mort le 27 janvier 1939 à Ixelles, est un peintre, aquarelliste, graveur, pastelliste et sculpteur belge.

## Biographie

### Famille
Tony Alain (Antoine Valentin Alain) Hermant, né le 4 août 1880 rue Longue no 36 à Bruges, est le fils d'Ernest Hermant (1836-1921), médecin militaire, et d'Hubertine Bamps (1851-1929). Tony Hermant épouse à Curange, section d'Hasselt, le 17 août 1907 Augustina, dite Manette, De Keuster (1880-1957), artiste peintre et poète, et petite-fille du peintre Jan Swerts. Le couple a un fils : l'architecte André Hermant (1908-1978).

### Carrière
Tony Hermant est ingénieur des mines. En 1908, il peint le portrait de l'avocat et compositeur Joseph Claes, puis, en 1910, il commence une carrière artistique officielle en exposant à la salle Le Studio. Il y propose, conjointement avec son épouse, des tableaux, pastels et aquarelles. Au Salon de Bruxelles de 1914, il envoie Loge d'artiste, une scène d'intérieur. 
D'autres expositions de l'artiste qui partage son temps entre Bruxelles, Paris et la Côte d'Azur sont documentées : à la galerie des artistes français à Bruxelles en 1927, à la galerie Javal et Bourdeaux, place Sainte-Gudule à Bruxelles en 1930, l'exposition Blanc et noir, à la galerie Pan au boulevard de Waterloo en 1935. En 1930, il expose trois œuvres et en vend deux à la XVIIe Biennale de Venise.
Le 27 janvier 1939, Tony Alain Hermant, meurt à l'âge de 58 ans à Ixelles. Trois jours plus tard, a lieu un service religieux en l'Église Saint-Boniface d'Ixelles, suivi de son inhumation au cimetière d'Ixelles.

## Œuvre

### Caractéristiques
Tony Hermant est un figuriste qui développe son art dans divers domaines. Il est peintre, aquarelliste, aquafortiste, graveur, pastelliste et sculpteur qui produit des œuvres en porcelaine, grès et plâtre. Parmi ses portraits gravés, figurent ceux du prince et de la princesse de Piémont, ainsi que du comte de Flandre.

### Portraitiste de la danse
L'artiste et son épouse Manette Hermant travaillent et exposent souvent conjointement leurs œuvres. Peu avant les années 1930, surtout connu à Paris, il se spécialise comme « portraitiste de la danse ». Il reconnaît l'influence que Fernand Khnopff a eue sur son art et le choix qu'il a opéré en représentant des modèles dynamiques. Plusieurs vedettes de l'art chorégraphique, tels La Argentina (danseuse) et Serge Lifar, posent pour lui. Il représente plusieurs ballets russes de Serge de Diaghilev qui apprécie favorablement le cuivre sous la pointe de Tony Hermant lorsqu'il grave La Chatte, Apollon musagète, et Roméo et Juliette.

## Honneurs
- Chevalier de l'ordre de la Couronne[5].
- Officier de l'ordre de l'Étoile noire (Bénin)[5].